# Epitestosteron
Epitestosteron er et naturligt steroid, der kemisk minder om testosteron.
Måling af mængden af testosteron i forhold til mængden af epitestosteron i urin bruges til at finde ud af om en sportsudøver er dopet. En normal person har omtrent lige så meget testosteron som epitestosteron i sin urin.
Det kom frem den 27. juli 2006 at Floyd Landis, vinder af Tour de France 2006, havde et testosteron-epitestosteron-forhold på mere end 4:1, der er det maksimalt tilladte, hvilket indikerede doping, men det kan også skyldes lavt epitestosteronniveau snarere end for højt testosteronniveau.
| Lægevidenskab | Spire Denne artikel om lægevidenskab er en spire som bør udbygges. Du er velkommen til at hjælpe Wikipedia ved at udvide den. |